# El M'Ghair (distrito)
El M'Ghair é um distrito localizado na província de El Oued, Argélia, e cuja capital é a cidade de mesmo nome, El M'Ghair. A população total do distrito era de 72 387 habitantes, em 2008.

## Municípios
O distrito é composto por quatro comunas:
- El M'Ghair
- Oum Touyour
- Sidi Khellil
- Still